# Zoanthidea
Ordre
Familles de rang inférieur
- Epizoanthidae
- Parazoanthidae
- Zoanthidae

L'ordre des Zoanthidea rassemblait des cnidaires anthozoaires à l'aspect de petits anémones de mer. WoRMS ne reconnaît pas ce taxon, mais le considère comme synonyme d'Hexacorallia, et range la plupart des familles dans l'ordre des Zoantharia.
Ils sont en général coloniaux et vivent en association avec d'autres cnidaires. Ils contiennent dans leur tissu des phycotoxines dont la palytoxine, le plus toxique des poisons organiques.

## Liste des familles et genres
| Selon ITIS (15 décembre 2014) : - famille Epizoanthidae Gray, 1867 - genre Epizoanthus Gray, 1867 - famille Gerardiidae Rocher & Tixier-Durivault, 1951 - genre Gerardia Lacaze-Duthiers, 1864 - famille Parazoanthidae - genre Isozoanthus Carlgren, 1905 - genre Parazoanthus Haddon and Shackleton, 1891 - famille Zoanthidae - genre Isaurus Gray, 1828 - genre Palythoa Lamouroux, 1816 - genre Zoanthus Lamarck, 1801 | Selon World Register of Marine Species (15 décembre 2014) : - ordre Zoantharia - famille Abyssoanthidae Reimer & Fujiwara in Reimer, Sinniger, Fujiwara, Hirano & Maruyama, 2007 - sous-ordre Brachycnemina - famille Neozoanthidae Herberts, 1972 - famille Sphenopidae Hertwig, 1882 - famille Zoanthidae Rafinesque, 1815 - sous-ordre Macrocnemina - famille Epizoanthidae Delage & Hérouard, 1901 - famille Hydrozoanthidae Sinniger, Reimer & Pawlowski, 2010 - famille Microzoanthidae Fujii & Reimer, 2011 - famille Nanozoanthidae Fujii & Reimer, 2013 - famille Parazoanthidae Delage & Hérouard, 1901 |